# Bulbophyllum grammopoma
Bulbophyllum grammopoma là một loài phong lan thuộc chi Bulbophyllum.